# Get It Started
Get It Started – singel amerykańskiego rapera Pitbulla. W utworze gościnnie wystąpiła kolumbijska piosenkarka Shakira. Wydany został 28 czerwca 2012 przez wytwórnię RCA jako pierwszy singel z nadchodzącego siódmego albumu Pitbulla Global Warming. Piosenka wyprodukowana została przez DJ Buddha, Marc Kinchen, Develop i Sidney Samson.

## Notowania
| Lista (2012)                 | Najwyższa pozycja |
| ---------------------------- | ----------------- |
| Hiszpania (Top 50 Singles)   | 29                |
| Szwajcaria (Singles Top 100) | 32                |

## Historia wydania
| Kraj          | Data            | Format           | Wytwórnia                  |
| ------------- | --------------- | ---------------- | -------------------------- |
| Australia     | 28 czerwca 2012 | Digital download | RCA                        |
| Francja       | 28 czerwca 2012 | Digital download | RCA                        |
| Kanada        | 28 czerwca 2012 | Digital download | RCA                        |
| Meksyk        | 28 czerwca 2012 | Digital download | RCA                        |
| Nowa Zelandia | 28 czerwca 2012 | Digital download | RCA                        |
| Polska        | 28 czerwca 2012 | Digital download | RCA                        |
| USA           | 28 czerwca 2012 | Digital download | RCA                        |
| USA           | 10 lipca 2012   | Rhythmic radio   | Mr. 305, Polo Grounds, RCA |
| USA           | 17 lipca 2012   | Mainstream radio | Mr. 305, Polo Grounds, RCA |